# Cis savaiiensis
Cis savaiiensis is een keversoort uit de familie houtzwamkevers (Ciidae). De wetenschappelijke naam van de soort werd in 1928 gepubliceerd door Kenneth Gloyne Blair.